# Autostrada del Brennero (azienda)
Autostrada del Brennero S.p.A. o Brennerautobahn AG è un'azienda italiana che opera nel settore della gestione in concessione del tratto autostradale della A22 del Brennero.

## Storia
È stata fondata il 20 febbraio 1959 a Trento. È l'ente esercente concessionario dell'Anas, per la gestione dell'Autostrada A22 del Brennero. Il Presidente è Hartmann Reichhalter, Amministratore Delegato è Diego Cattoni. La sede legale della società è a Trento, Via Berlino 10.

## Azionisti
| Azionista                                                                         | Quota     |
| --------------------------------------------------------------------------------- | --------- |
| Regione Trentino-Alto Adige                                                       | 32,2893%  |
| Provincia autonoma di Bolzano                                                     | 7,6265%   |
| Provincia autonoma di Trento                                                      | 7,9326%   |
| Provincia di Verona                                                               | 5,5128%   |
| Provincia di Mantova                                                              | 3,1896%   |
| Provincia di Modena                                                               | 4,2410%   |
| Provincia di Reggio Emilia                                                        | 2,1752%   |
| Azienda Consorziale Trasporti di Reggio Emilia                                    | 0,3258%   |
| Comune di Bolzano                                                                 | 4,2268%   |
| Comune di Trento                                                                  | 4,2319%   |
| Comune di Verona                                                                  | 5,5087%   |
| Comune di Mantova                                                                 | 2,1159%   |
| Camera di Commercio di Bolzano                                                    | 0,8414%   |
| Camera di Commercio di Trento                                                     | 0,3370%   |
| Camera di Commercio di Verona                                                     | 1,6972%   |
| Camera di Commercio di Mantova                                                    | 2,4970%   |
| TOTALE PARTECIPAZIONE ENTI PUBBLICI                                               | 84,7487%  |
| Serenissima Partecipazioni SpA in liquidazione                                    | 4,2327%   |
| Società Italiana per Condotte d'Acqua SpA in amministrazione straordinaria - Roma | 0,1000%   |
| Banco BPM SpA                                                                     | 1,9973%   |
| Infrastrutture CIS Srl                                                            | 7,8275%   |
| TOTALE PARTECIPAZIONE ALTRI SOCI                                                  | 14,1575%  |
| Autostrada del Brennero SpA (azioni proprie)                                      | 1,0938%   |
| TOTALE                                                                            | 100,0000% |

## Cariche sociali

### Consiglio di amministrazione
Il consiglio di amministrazione è formato dal presidente bolzanino Hartmann Reichhalter, vicepresidente Manuel Scalzotto ed amministratore delegato Diego Cattoni.
I consiglieri sono Richard Amort, Giovanni Aspes, Anna Bertazzoni, Raffaele De Col, Francesca Gerosa, Barbara Guadagnini, Astrid Kolfer, Luigi Olivieri, Mattia Palazzi, Maria Chiara Pasquali, Giulio Santagata.
Il comitato esecutivo a sua volta è formato da: Luigi Olivieri, Fausto Sachetto, Walter Pardatscher, Antonio Giacomelli, Mattia Palazzi
Il collegio sindacale, invece, è formato da: Giovanni Ciuffarrella, Patrick Bergmeister, Martha Florian Von Call, Romana Sciuto, Tommaso Zanini.